# بردلی بارکولا
بردلی بارکولا (انگلیسی: Bradley Barcola؛ زادهٔ ۲ سپتامبر ۲۰۰۲) بازیکن فوتبال اهل فرانسه است. که در باشگاه فوتبال پاری سن ژرمن در پست وینگر 
و مهاجم بازی می‌کند.
از باشگاه‌هایی که در آن بازی کرده‌است می‌توان به لیون و پاری سن ژرمن اشاره کرد.
وی در سال ۲۰۲۳ با قراردادی به ارزش ۴۵ میلیون یورو از لیون به پاریس سنت ژرمن پیوست.

### افتخارات
- پاری سن ژرمن
- لیگ ۱ :(۲) ۲۴–۲۰۲۳، ۲۵–۲۰۲۴

لیگ قهرمانان اروپا : ۲۵-۲۰۲۴
- جام حذفی :(۲) ۲۰۲۳-۲۰۲۴، ۲۰۲۴-۲۰۲۵
- سوپر کاپ : (۲) ۲۰۲۳، ۲۰۲۴